# Sam Ghazi
Husam (Sam) Aldin Ghazi, född 9 oktober 1967 i Stockholm, är en svensk författare och läkare.

## Biografi
Sam Ghazi är född och uppväxt i Sverige. Hans far kom från Syrien, hans mor från Finland. Själv utbildade han sig till läkare på Lunds universitet och på Karolinska Institutet med patologi som specialitet. Han har sedan 1990-talet arbetat som patolog vid olika sjukhus i Sverige, sedan 2013 på Karolinska universitetssjukhuset. Parallellt med sjukhusarbetet fortsatte han med forskarutbildning på Karolinska Institutet och disputerade 2012 med avhandlingen Histopathological and genetic aspects of colorectal cancer. Han har också gått på flera skrivarskolor, bland annat Nordens folkhögskola Biskops-Arnö 2001-2003. Sam Ghazi är gift med författaren Camilla Hammarström.

## Böcker
Sam Ghazi började skriva lyrik i slutet av 1990-talet och fick dikter publicerade i tidskrifter som BLM och Ordfront Magasin. Hans debutbok kom 2007 och var en diktsamling.
- Sömn är tyngre än vatten (2007). Boken nominerades till Borås Tidnings debutantpris[5]. Ett tema i boken är kluvenhet, faderns och hans egen. Fadern, som gjorde en klassresa neråt när han flyttade till Sverige. Ett annat tema är hans egen ambivalens som naturvetare med intresse för konst och litteratur.[4]

Redan som tonåring var Ghazi intresserad av science fiction och hans följande två böcker blev science fiction-romaner. I framtidsskildringarna kunde han gestalta drömmar och farhågor. De två romanerna tar upp frågor om artificiell intelligens och medvetande, om regelstyrt tänkande i motsats till poesi, konst och religion.
- Sången ur det kinesiska rummet (2014) utspelas på ett sjukhus i ett framtida Stockholm. En avancerad dator eller robot, Cepheus, arbetar där som cancerdiagnostiker, precis som Ghazi gör. Men när datorn tar del av en samling haiku-dikter händer något och den/han går utanför sina programmerade ramar och börjar tänka självständigt.[9][8]
- I Teonauterna (2019) är Adam och forskaren Jasmin på väg till himlakroppen Trögkryparen för att söka svar på frågor om livet och om det gudomliga. En olycka inträffar. Jasmin dör men Adam lyckas bevara hennes medvetande i digital form. Han blir därmed både hennes räddare och hennes fångvaktare.[10]